# Lev XIV.
Lev XIV. (latinsky Leo XIV, italsky Leone XIV, vlastním jménem Robert Francis Prevost; * 14. září 1955 Chicago) je římský papež, nejvyšší představený katolické církve a suverén Vatikánu. Podle oficiálního seznamu je 267. papežem v pořadí, prvním Severoameričanem a po Hadriánovi IV. druhým papežem z anglicky mluvících zemí. Je také prvním papežem ze Spojených států amerických i z Peru, jehož občanství získal poté, co se v této zemi stal biskupem. Na papežský stolec usedl jako první řeholník z Řádu sv. Augustina (OSA, tzv. obutých augustiniánů).
Prevost se narodil v Chicagu, po studiu matematiky vstoupil do řádu augustiniánů. V letech 1985 až 1986 a 1988 až 1998 působil v Peru jako misionář, diecézní úředník, učitel a administrátor v semináři. Poté se vrátil do Spojených států amerických, kde krátce působil jako provinciál augustiniánů a od roku 2001 do roku 2013 přesídlil do Říma jako generální představený Řádu svatého Augustina. V letech 2015 až 2023 působil jako biskup v Chiclayu v Peru. Kardinálem ho jmenoval papež František v roce 2023. Téhož roku byl také jmenován prefektem Dikasteria pro biskupy, čímž získal významné postavení, které ho zvýraznilo jako možného kandidáta na papeže. Zároveň se stal předsedou Papežské komise pro Latinskou Ameriku.
Po smrti papeže Františka v dubnu 2025 byl 8. května 2025 Prevost zvolen jeho nástupcem ve čtvrtém kole hlasování konkláve a přijal papežské jméno Lev XIV.

## Životopis

### Původ a mládí
Robert Francis Prevost se narodil v Chicagu 14. září 1955 jako syn Louise Mariuse Prevosta († 8. listopadu 1997) a Mildred, rozené Martínezové († 1990). Jeho otec, veterán amerického námořnictva z druhé světové války a správce školy, měl francouzský a italský původ, zatímco jeho matka, knihovnice, byla španělského původu. Prevost má dva bratry, Louise a Johna.
Jako dítě ministroval v kostele Nanebevzetí Panny Marie na South Side Chicaga. Středoškolská studia absolvoval v roce 1973 v semináři Řádu svatého Augustina. Studoval s vyznamenáním a v posledním ročníku obdržel pochvalu za výborný prospěch. Byl šéfredaktorem školní ročenky, tajemníkem studentské rady a členem National Honor Society. V roce 1977 získal titul bakaláře přírodních věd v oboru matematika na Villanovské univerzitě.
Prevost mluví anglicky, španělsky, italsky, francouzsky a portugalsky a navíc čte latinsky a německy.

### Řeholní a kněžské působení
V roce 1977 po předchozích studiích filosofie a matematiky vstoupil do augustiniánského řádu. Slavné sliby složil 29. srpna 1981. Studoval teologii na Katolické teologické unii v Chicagu. Kněžské svěcení přijal 19. června 1982 v Římě, kde poté na Angelicu získal roku 1987 doktorát z kanonického práva. Po návratu do USA pracoval jako ředitel misií v Olympic Fields v Illinois. Od roku 1988 působil v Peru. Nejdříve do roku 1992 jako představený komunity, do roku 1998 jako ředitel formace a od roku 1992 do roku 1998 také jako učitel profesů. V arcidiecézi Trujillo, kde po celou dobu působil, vykonával také funkci soudního vikáře.
Dne 14. září 2001 byl zvolen generálním převorem augustiniánského řádu a tuto funkci vykonával až do září 2013. V této době několikrát zavítal do Prahy i Brna Dne 3. listopadu 2014 jej papež František jmenoval apoštolským administrátorem peruánské diecéze Chiclayo. Dne 12. prosince téhož roku Prevost přijal biskupské svěcení a 26. září 2015 byl jmenován diecézním biskupem. V letech 2020–2021 byl také administrátorem diecéze Callao. Roku 2018 jej papež František jmenoval členem Dikasteria pro klérus a o dva roky později členem Dikasteria pro biskupy.
Papež František jej dne 30. ledna 2023 jmenoval prefektem Dikasteria pro biskupy, zprostil jej služby v Chiclayu a udělil mu titul arcibiskupa. V neděli 9. července 2023 papež František ohlásil, že v konzistoři dne 30. září 2023 jmenuje 21 nových kardinálů, mezi nimi i monsignora Prevosta. V konzistoři dne 30. září 2023 jej jmenoval kardinálem-jáhnem diakonie sv. Moniky. Dne 6. února 2025 papež Prevosta povýšil na kardinála-biskupa a určil mu titul suburbikální diecéze Albano.

### Papež
Papežem byl Prevost zvolen 8. května 2025, druhý den konkláve svolaného po úmrtí papeže Františka dne 21. dubna. Stal se po Františkovi druhým papežem z Ameriky a prvním, který pochází z USA. Je historicky prvním obutým augustiniánem na papežském stolci (jiný augustiniánský papež Hadrián IV. patřil k augustiniánům kanovníkům). Prevostovo biskupské a poté papežské heslo In illo uno unum („V jednom (Kristu) jsme jedno“) pochází od sv. Augustina. Papežské jméno Lev si zvolil s odkazem na papeže Lva XIII., autora encykliky Rerum novarum z roku 1891, která nabídla řešení sociální otázky v kontextu průmyslové revoluce. Podle Lva XIV. „dnes církev nabízí všem své sociální učení, aby mohla reagovat na další průmyslovou revoluci a na vývoj umělé inteligence, které přinášejí nové výzvy pro obranu lidské důstojnosti, spravedlnosti a práce.“
Lev XIV. hned po svém nástupu zdůraznil návaznost na odkaz svého předchůdce Františka. Zmínil jej s vděčností hned při svém prvním projevu po svém zvolení a v prvních dnech svého pontifikátu se pomodlil u Františkova hrobu. Při projevu ke kardinálskému kolegiu 10. května 2025 vyzdvihl základní body Františkovy exhortace Evangelii gaudium (zvěst evangelia, misie, synodalita, zbožnost, charita) a vyzval k dalšímu následování směru nastolenému na druhém vatikánském koncilu.

### Názory
Lev XIV. se jako kardinál projevoval jako silný podporovatel synodality, kterou zdůrazňoval jeho předchůdce František. S ním sdílel také názor, že by římskokatolická církev měla více otevírat téma ochrany klimatu.
Stejně jako jeho předchůdci Lev XIV. nepodporuje svěcení žen. Na tiskové konferenci 25. října 2023 prohlásil, že podle něj by „klerikalizace žen nutně problém nevyřešila a možná by tím vznikl nový problém“.
V roce 2012 kritizoval některá západní zpravodajská média, která podle něj podporují přesvědčení a praktiky v rozporu s evangeliem. Jako příklad uvedl možnost adopce dětí homosexuály. Už jako biskup diecéze Chiclayo kritizoval vládní plán, jenž chtěl ve školách uzákonit výuku o genderu. Genderová ideologie je podle něj „matoucí, jelikož usiluje o vytvoření pohlaví, která neexistují“.
Prevost vyjádřil soucit s Georgem Floydem po jeho vraždě v roce 2020. Svými příspěvky na síti X také kritizoval prezidenta Donalda Trumpa a viceprezidenta J. D. Vance.

### Osobní život
Jako kardinál se Robert Prevost považoval za amatérského tenistu a u příležitosti přeložení do Říma uvedl, že se těší na možnost věnovat se tenisu častěji než v Peru.

## Znak
Po svém jmenování biskupem chiclayským si Robert Prevost zvolil osobní znak. Štít je dělený pošikem, v pravé modré polovině stříbrná lilie, v levé stříbrné kniha přirozené barvy, na níž leží červené planoucí srdce prostřelené červeným šípem. Stříbrná lilie v modrém poli je odkazem na diecézi Chiclayo, jejíž patronkou je Panna Marie ve svém neposkvrněném početí, kniha s hořícím srdcem je znakem augustiniánského řádu.
Tento znak si Prevost zachoval i jako arcibiskup a kardinál. Měnily se pouze honosné kusy. Heraldické figury si ponechal i v papežském znaku, významnější změnou prošla jen barva stuhy s heslem, a to ze zlaté na stříbrnou. Stejně jako Benedikt XVI. a František do svého znaku umístil mitru namísto tiáry.

biskup v Chiclayu (2014–2023)
arcibiskup – emeritní biskup v Chiclayu (2023)
kardinál (2023–2025)
papež (od 2025)

## Vztah k Česku
V letech 2001–2013 zastával Robert Prevost funkci generálního převora Řádu svatého Augustina (OSA), což jej přivedlo do úzkého kontaktu s opatstvím sv. Tomáše na Starém Brně – jediným opatstvím tohoto řádu na světě. Během svého působení zde pobýval jako host opata Lukáše Evžena Martince (1997–2015). Toto opatství má historicky výjimečné postavení, neboť v letech 1868–1884 jej vedl Gregor Mendel, zakladatel genetiky, a jeho status byl potvrzen v roce 1752 papežem Benediktem XIV. Podle provinciála augustiniánů v České republice Juana Provecha navštívil Robert Prevost ČR nejméně desetkrát. Podle původních plánů před zvolením papežem měl Prahu navštívit v květnu 2025, aby biřmoval v augustiniánské farnosti sv. Tomáše v Praze. Měl být také hlavním celebrantem poutní mše na Mariánské hoře v Levoči v červenci téhož roku.